# Ludwig Weber
Ludwig Weber (29 de julio de 1899 Viena – 9 de diciembre de 1979 Viena) fue un bajo austríaco de los llamados "bajo negro" por la profundidad de su voz.
Estudió con Alfred Borrotau y debutó en 1920 en la Volksoper de Viena prosiguiendo su carrera en teatros de Alemania.
En 1932 se unió a la Ópera Estatal de Baviera y en 1936 fue invitado al Covent Garden donde cantó personajes wagnerianos para su registro como Pogner, Gurnemanz, Hunding, Hagen, Daland, King Marke y además Osmin, Rocco y el Commendatore. 
En 1945 pasó a integrar la Wiener Staatsoper donde cantó hasta 1965.
Actuó en el Festival de Bayreuth entre 1951 y 1962 y en el Teatro Colón de Buenos Aires en 1948 y 1949 dirigido por Erich Kleiber.
En 1950 participó en el histórico El anillo del nibelungo en La Scala, dirigido por Wilhelm Furtwängler.
Se retiró en 1965 para enseñar en el Mozarteum de Salzburgo.
Sus papeles más recordados son Gurnemanz de Parsifal, Sarastro, Baron Ochs de Der Rosenkavalier, Fasolt en Das Rheingold, Hunding en Die Walküre, Fafner en Siegfried y Hagen en Götterdämmerung. Fue un notable intérprete de Borís Godunov.

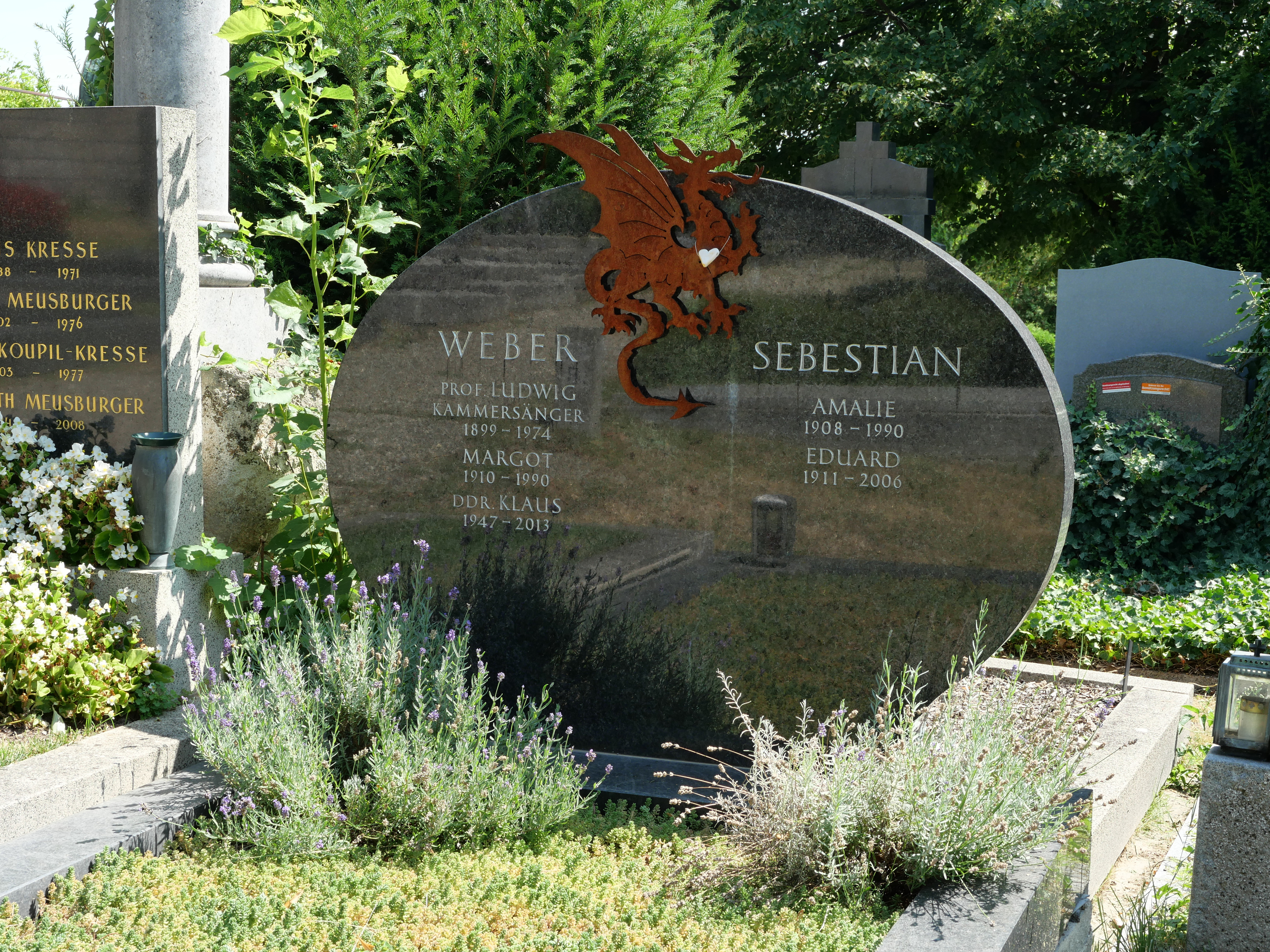
Imagen de la tumba

## Discografía referencial
- Götterdämmerung - Wilhelm Furtwängler(1937) Hagen
- Borís Godunov - Carl Leonhardt
- Götterdammerung - Rudolf Moralt (1949) Hagen
- The Magic Flute - Herbert von Karajan (1950) Sarastro
- Der Ring des Nibelungen - Wilhelm Furtwängler (1950) Fasolt, Hunding, Fafner y Hagen
- Parsifal - Hans Knappertsbusch (1951) Gurnemanz
- Götterdammerung - Hans Knappertsbusch (1951) Hagen
- Tristan und Isolde - Herbert von Karajan (1952) King Marke
- Parsifal - Clemens Krauss (1953) Gurnemanz
- Der Rosenkavalier - Erich Kleiber (1954) Baron Ochs
- Das Rheingold - Joseph Keilberth (1955) Fasolt
- Der Fliegende Holländer - Hans Knappertsbusch (1955) - Daland